# Suva Reka
Suva Reka (albánsky Therandë, nebo také Suharekë, v srbské cyrilici Сува Река) je město a centrum stejnojmenné opštiny na jihozápadě Kosova, na spojnici mezi Prištinou a Prizrenem. Podle sčítání obyvatel roce 2011 žilo v Suvé Rece 10 422 lidí (v celé opštině 59 722 osob). Městem protéká řeka Topluga (albánsky Toplluhë).

## Název
Srbský název, který lze do češtiny doslovně přeložit jako Suchá řeka je původem podle místní řeky. Albánský název Therandë pochází od jména nedaleké středověké pevnosti a vytvořil jej Albanologický institut. Místy se vyskytuje i převzatý slovanský název v albanizované podobě Suharekë. 

## Historie

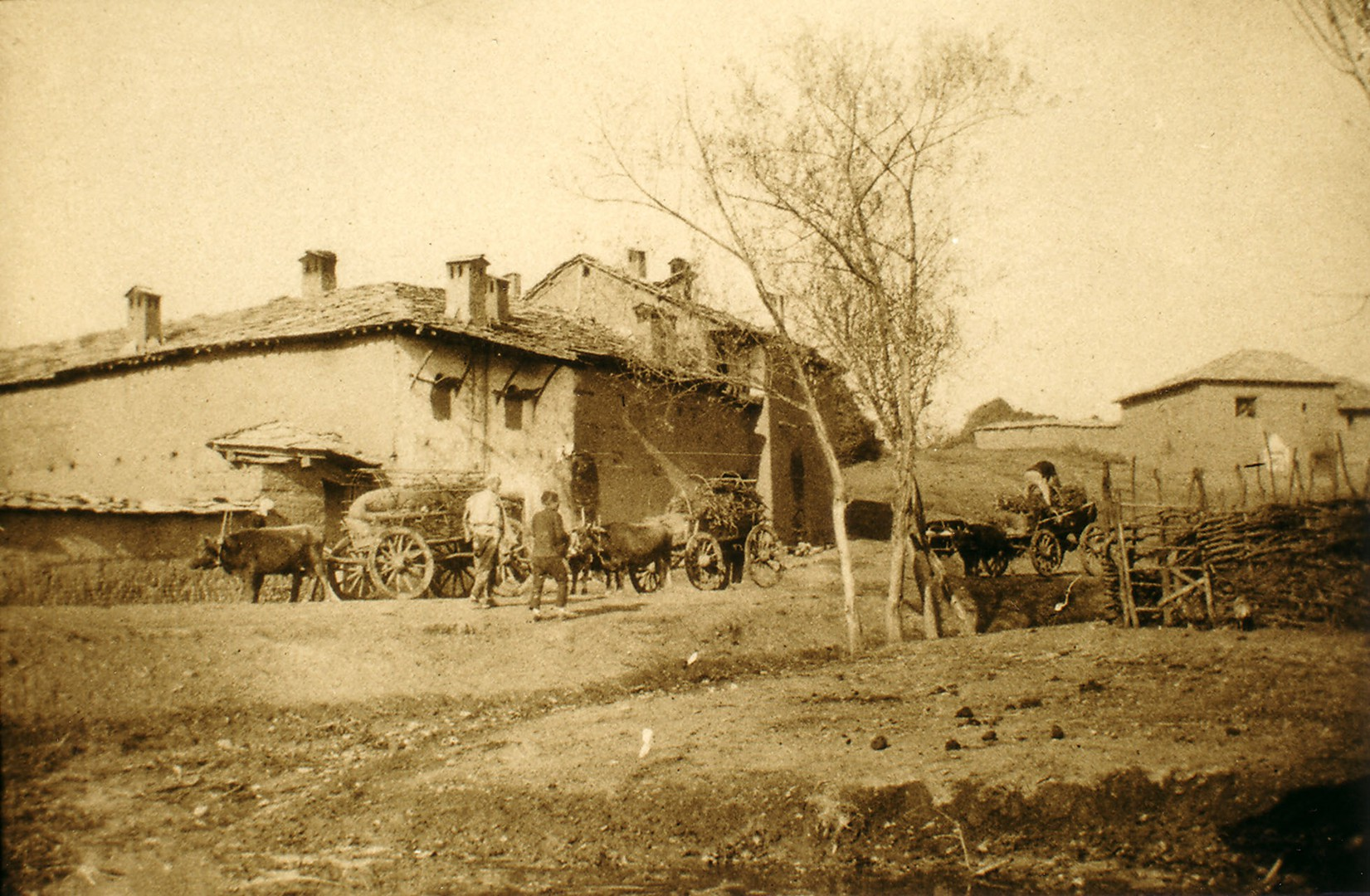
Domy v Suvé Rece v roce 1903.

První dochovaný písemný záznam o existenci sídla pochází z roku 1465, kdy již oblast byla pod nadvládou Osmanské říše. V roce 1689 vznikla od benátského kupce Giacomo Cantelli mapa, která již tehdejší obec zahrnovala. Obec se postupně rozvinula jako město okolo silnice M-25, spojující Prištinu s Prizrenem.
Pod názvem Sahrika se objevila v tureckých záznamech. Jako sídlo existující v rámci Kosovského vilájetu měla v roce 1893 1311 obyvatel. Obyvatelstvo žilo tradičním zemědělským způsobem života. Změnu přinesla až výstavba železniční trati na Kosovo Pole. 
Po první balkánské válce bylo sídlo připojeno k Srbsku. Roku 1938 zde byl postaven pravoslavný kostel sv. apoštolů Petra a Pavla, u něj vznikl také hřbitov. Do Suvé Reky se dosídlili kolonisté, kteří změnili etnické poměry ve prospěch slovanských národností. Po druhé světové válce byla obec urbanizována a stalo se z ní skutečné město. Podporován byl rozvoj především potravinářského průmyslu.
Během války v Kosovu docházelo v Suvé Rece k násilnostem. Vlna útoků začala přibližně od konce března 1999. Mimo jiné byly pleněny místní knihovny. Ztratilo se nenávratně okolo třiceti tisíce knih.

## Obyvatelstvo

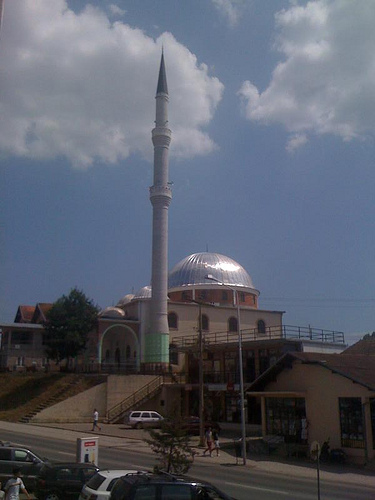
Mešita Suva Reka (2009)

Většina obyvatel města je albánské národnosti. Do roku 1999 zde žila srbská menšina, kterou tvořilo několik set až tisíc osob.[zdroj?]. V roce 1991 měla podle informací z jugoslávského sčítání lidu 10 497 obyvatel. Podle sčítání obyvatel roce 2011 žilo v Suvé Rece 10 422 lidí (v celé opštině 59 722).

## Samospráva
Obecní zastupitelstvo má 35 křesel. V čele obce je starosta.

## Zeleň a životní prostředí
V centru města se nachází malý městský park.

## Doprava
Kromě uvedené hlavní magistrální silnice se severně od Suvé Reky nachází také dálnice, která propojuje Prištinu a Prizren. Město má vlastní autobusové nádraží v severní části, železniční spojení se zbytkem Kosova nemá.

## Kultura
V Suvé Rece se nachází městské muzeum, městská knihovna a kulturní centrum "Ukë Bytyçi".

## Ostatní instituce
Jižně od města leží vojenská základna Casablanca. V Suvé Rece stojí policejní stanice. Město v roce 2013 spadalo pod rakouskou misi KFOR.

## Sport
Město je domovem fotbalového klubu KF Ballkani, který vyhrál kosovský ligový titul v roce 2022. Následně se klubu podařilo stát se prvním v historii Kosova, který se kvalifikoval do skupinové fáze evropské soutěže a v tomto případě do evropské konferenční ligy UEFA. Tým hraje na městském stadionu, který se nachází poblíž muzea.